# Jonathan Charlet

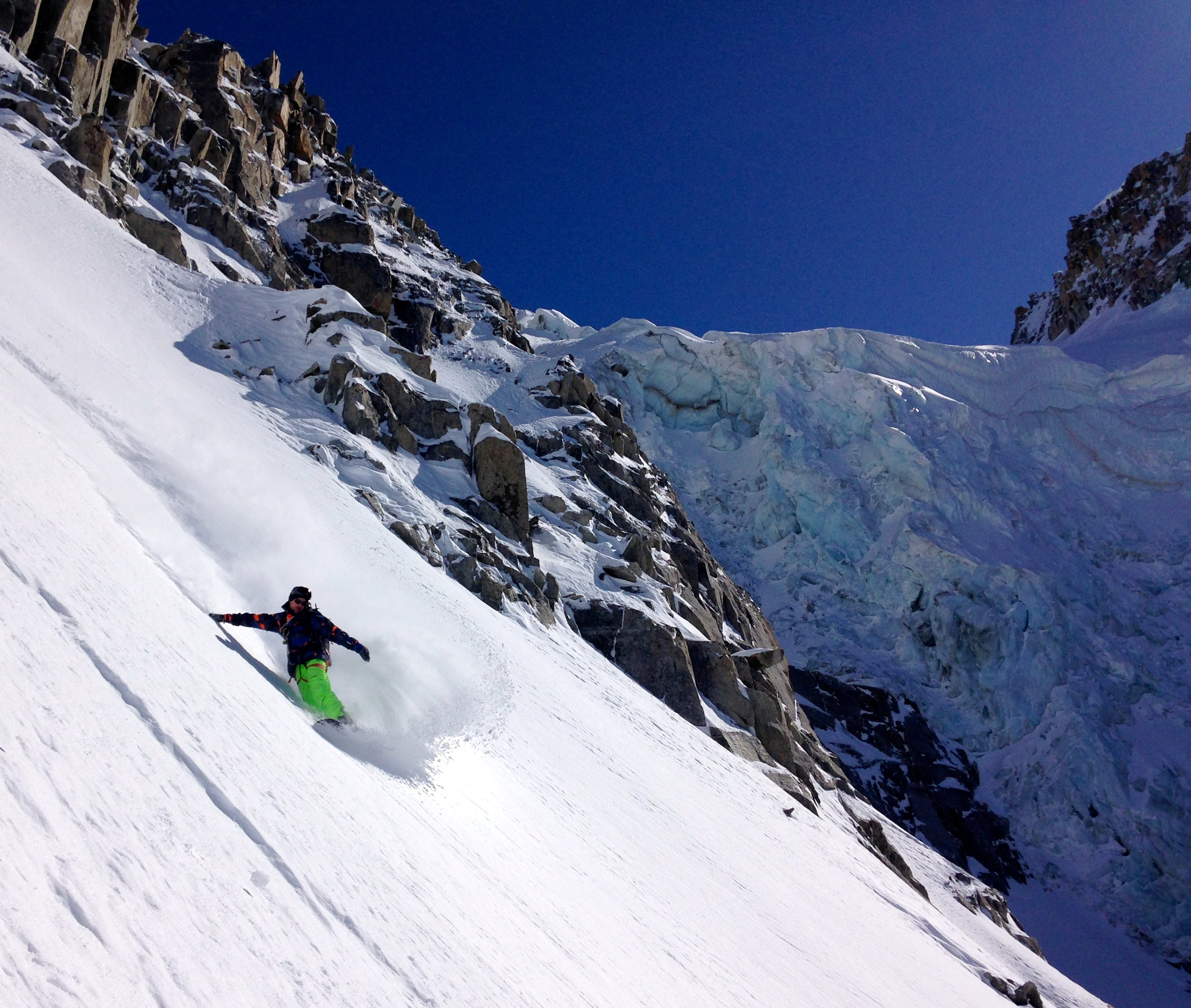
Jonathan Charlet. Descente en snowboard dans les montagnes de Chamonix en 2016

Jonathan Charlet, alias Douds, né le 10 juin 1984 à Chamonix-Mont-Blanc en Haute-Savoie, est un snowboarder freerider, guide de haute montagne et cristallier français.

## Biographie
Issu d’une « prestigieuse lignée de guides de haute montagne », Jonathan est né le 10 juin 1984 à Chamonix-Mont-Blanc en Haute-Savoie.
À 11 ans, il quitte les skis pour le snowboard à l’instar de son frère Jean-Baptiste Charlet dit « Babs »[source insuffisante], « l’un des riders les plus titrés et les admirés en Europe » et reprend le flambeau avec le surnom de « Douds ».
Il est champion du monde du monde de freeride World Tour en 2012 et 2015,, après avoir remporté un doublé en Andorre,. Il remporte également en 2014 l’Xtreme de Verbier.
En alpinisme, il compte à son actif la face Nord des Grandes Jorasses, la face Nord des Drus. On lui doit[Qui ?] notamment l’ouverture de la directissime de la face Ouest de la dent du Géant (M7).
En 2017, il est la doublure de Kev Adams dans le film Tout là-haut de Serge Hazanavicius,.

## Palmarès
2015 :
- Champion du Monde Freeride World Tour
- 2e de l’Xtrem Verbier

2014 :
- 1er de l’Xtrem Verbier

2012 :
- Champion du Monde Freeride World Tour